# Lijst van voetbalinterlands Puerto Rico - Suriname
Deze lijst van voetbalinterlands is een overzicht van alle officiële voetbalwedstrijden tussen de nationale teams van Puerto Rico en Suriname. De landen speelden tot op heden drie keer tegen elkaar. De eerste ontmoeting, een kwalificatiewedstrijd voor de Caribbean Cup 2005, werd gespeeld in Marabella (Trinidad en Tobago) op 26 november 2004. Het laatste duel, een kwalificatiewedstrijd voor het Wereldkampioenschap voetbal 2026, vond plaats op 6 juni 2025 in Paramaribo.

## Wedstrijden
| № | Plaats          | Datum            | Competitie                          | Wedstrijd              | Uitslag |
| - | --------------- | ---------------- | ----------------------------------- | ---------------------- | ------- |
| 1 | Marabella       | 26 november 2004 | Caribbean Cup 2005 kwalificatie     | Puerto Rico – Suriname | 1 – 1   |
| 2 | Fort Lauderdale | 17 juni 2023     | CONCACAF Gold Cup 2023 kwalificatie | Suriname − Puerto Rico | 0 − 0   |
| 3 | Paramaribo      | 6 juni 2025      | WK 2026 kwalificatie                | Suriname − Puerto Rico | 1 − 0   |

## Samenvatting
| Competitie                     | Totaal gespeeld | Winst Puerto Rico | Gelijk | Winst Suriname | Doelsaldo Puerto Rico – Suriname |
| ------------------------------ | --------------- | ----------------- | ------ | -------------- | -------------------------------- |
| WK-kwalificatie                | 1               | 0                 | 0      | 1              | 0 − 1                            |
| CONCACAF Gold Cup-kwalificatie | 1               | 0                 | 1      | 0              | 0 − 0                            |
| Caribbean Cup-kwalificatie     | 1               | 0                 | 1      | 0              | 1 − 1                            |
| Totaal                         | 3               | 0                 | 2      | 1              | 1 − 2                            |

FPF · 
A-internationals · 
Puerto Ricaans vrouwenelftal
1940 · 
1941 · 
1942 · 
1943–1945 · 
1946 · 
1947 · 
1948 · 
1949 · 
1950–1958 · 
1959 · 
1960–1961 · 
1962 · 
1963 · 
1964 · 
1965 · 
1966 · 
1967 · 
1968 · 
1969 · 
1970 · 
1971 · 
1972 · 
1973 · 
1974 · 
1975 · 
1976 · 
1977 · 
1978 · 
1979 · 
1980 · 
1981 · 
1982 · 
1983 · 
1984 · 
1985 · 
1986 · 
1987 · 
1988 · 
1989–1990 · 
1991 · 
1992 · 
1993 · 
1994 · 
1995 · 
1996 · 
1997 · 
1998 · 
1999 · 
2000 · 
2001 · 
2002 · 
2003 · 
2004 · 
2005 · 
2006–2007 · 
2008 · 
2009 · 
2010 · 
2011 · 
2012 · 
2013 · 
2014 · 
2015 · 
2016 ·
2017 ·
2018 ·
2019 ·
2020 ·
Anguilla ·
Antigua en Barbuda ·
Aruba ·
Bahama's ·
Barbados ·
Belize ·
Bermuda ·
Britse Maagdeneilanden ·
Canada ·
Colombia ·
Costa Rica ·
Cuba ·
Curaçao ·
Dominicaanse Republiek ·
El Salvador ·
Grenada ·
Guatemala ·
Guyana ·
Haïti ·
Honduras ·
India ·
Indonesië ·
Jamaica ·
Kaaimaneilanden ·
Nederlandse Antillen ·
Nicaragua ·
Panama ·
Saint Kitts en Nevis ·
Saint Lucia ·
Saint Vincent en de Grenadines ·
Spanje ·
Suriname ·
Trinidad en Tobago ·
Venezuela ·
Verenigde Staten
SVB · 
Surinaams vrouwenelftal · 
Olympisch elftal
1934 – 1939 ·
1940 – 1949 ·
1950 – 1959 ·
1960 – 1969 ·
1970 – 1979 ·
1980 – 1989 ·
1990 – 1999 ·
2000 – 2009 ·
2010 – 2019 ·
2020 – 2029
Anguilla ·
Antigua en Barbuda ·
Aruba ·
Barbados ·
Bermuda ·
Britse Maagdeneilanden ·
Canada ·
Costa Rica ·
Cuba ·
Curaçao ·
Denemarken ·
Dominica ·
Dominicaanse Republiek ·
El Salvador ·
Grenada ·
Guatemala ·
Guyana ·
Haïti ·
Honduras ·
India ·
Jamaica ·
Kaaimaneilanden ·
Mexico ·
Montserrat ·
Nederland ·
Nederlandse Antillen ·
Nicaragua ·
Puerto Rico ·
Saint Kitts en Nevis ·
Saint Lucia ·
Saint Vincent en de Grenadines ·
Thailand ·
Trinidad en Tobago